# Phyllis Smith
Phyllis Smith est une actrice américaine née à Lemay, dans le Missouri, le 10 juillet 1951. Elle s'est fait connaître en interprétant Phyllis Lapin (en) dans The Office et le rôle de Elizabeth "Betty" Broderick-Allen dans la série The OA.

## Biographie
Née à Lemay, dans le Missouri, Phyllis est diplômée de l'Université de Missouri-St. Louis en 1972 avec un diplôme de l'enseignement élémentaire. Dans les années 1970 et 1980, elle a travaillé comme danseuse, pom-pom girl des St. Louis Cardinals et interprète burlesque. Elle a été obligée de quitter la danse après avoir subi une blessure au genou.
Phyllis a ensuite travaillé à Hollywood dans le domaine du casting, puis comme actrice. Elle se voit offrir le rôle de Phyllis, un personnage créé spécialement pour elle, dans The Office, recevant deux Screen Actors Guild Awards en 2006 et 2007 pour sa performance dans la catégorie « Meilleure Performance par un ensemble dans une série humoristique ».

## Filmographie
- 2005 : Arrested Development : Carla (1 épisode)
- 2005 : 40 ans, toujours puceau (The 40 Year-Old Virgin) de Judd Apatow : la mère d'Andy
- 2005-2013 : The Office : Phyllis Lapin (188 épisodes)
- 2006 : The Office: The Accountants : Phyllis Lapin (1 épisode)
- 2006 : I Want Someone to Eat Cheese With de Jeff Garlin : Lady - Marsha
- 2008 : The Office: The Outburst : Phyllis Lapin (1 épisode)
- 2011 : Bad Teacher de Jake Kasdan : Lynn Davies
- 2011 : Alvin et les Chipmunks 3 (Alvin and the Chipmunks: Chipwrecked) de Mike Mitchell : l'agent de bord
- 2011 : La Famille Pickler (Butter) de Jim Field Smith : Nancy
- 2015 : Vice Versa (Inside Out) de Pete Docter : Tristesse (voix)
- 2016 - 2019 : The OA : Elizabeth "Betty" Broderick-Allen (12 épisodes)
- 2024 : Vice-versa 2 (Inside Out 2) de Kelsey Mann : Tristesse (voix)